# Імператор Дзюнтоку

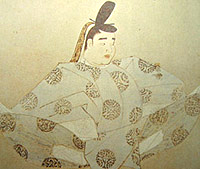
Портрет Імператора Дзюнтоку

Імператор Дзюнто́ку (яп. 順徳天皇, じゅんとくてんのう, дзюнтоку тенно; 22 жовтня 1197 — 7 жовтня 1242) — 84-й Імператор Японії, синтоїстське божество. Роки правління: 12 грудня 1210 — 13 травня 1221.

## Життєпис
Третій син імператора Ґо-Тоби. Його матір'ю була Сіґеко, донька Фудзівара но Ханкі. При народженні звався Морінарі. 1200 року стає спадкоємцем трону.
1210 року під тиском верховного імператора Ґо-Тоби зрікся трону імператор Цутімікадо. Був виконавцем вполітичної волі свого батька, що намагався протистояти Камакурському сьогунату. 
У 1221 році Дзюнтоку мусив зректися влади через тиск сіккена Ходзьо Йосітокі, який поставив імператором принца Каненарі, що став відомий як імператор Тюкьо. Того ж року Дзюнтоку приєднався до спроби свого батька повалити бакуфу (уряду) Камакурського сьогунату на чолі із Ходзьо Йосітокі. Було заслано на о. Садо. Помер у засланні.

## Творчість
Був поетом, складав твори переважно у стилі вака. Поетичної майстерності навчався у відомого поета Фудзівара но Тейка. Один з його віршів увійшов до антології «Оґура Хякунін ішшю» («По одному віршеві ста поетом з Оґура»). В його доробку також є збірка «Шікін вакасо» («Бузкові таємні поетичні нариси»), поетичний трактат «Якумо мі-шью» («Нариси про якумо», якумо є синонімом вака).
Також залишив щоденник «Дзюнтоку-ін ґьо-кі» («Записки ексімператора Дзюнтоку») та збірку настанов й пояснень з церемоніалу Кімпі-шьо («Записки суворої таємності»). Багато прийдешніх поколінь цінували Кімпі-шьо як рідкісну книгу про імператорський етикет.
| Прапор Японії | Це незавершена стаття про Японію. Ви можете допомогти проєкту, виправивши або дописавши її. |